# Ana María Amorer
Ana María Amorer (Tên đầy đủ: Ana María Amorer Guerrero) là một hoa hậu. Cô sinh ra ở Caracas, Venezuela, là người giành danh hiệu Hoa hậu Quốc tế Venezuela năm 1994, và là đại diện chính thức của Venezuela tham dự cuộc thi Hoa hậu Quốc tế 1995 được tổ chức tại Tokyo, Nhật Bản, vào ngày 10 tháng 9 năm 1995, khi cô giành được danh hiệu Á hậu 1.
Amorer đã tham gia cuộc thi sắc đẹp quốc gia Hoa hậu Venezuela 1994 và giành được danh hiệu Hoa hậu Quốc tế Venezuela. Cô ấy đại diện cho bang Apure.